# Мадригальная комедия
Мадригальная комедия — жанр музыкальной комедии, распространённый в Италии в конце XVI — начале XVII веков. Мадригальная комедия — современный термин, оригинальное обозначение жанра — итал. commedia harmonica.

## Краткая характеристика

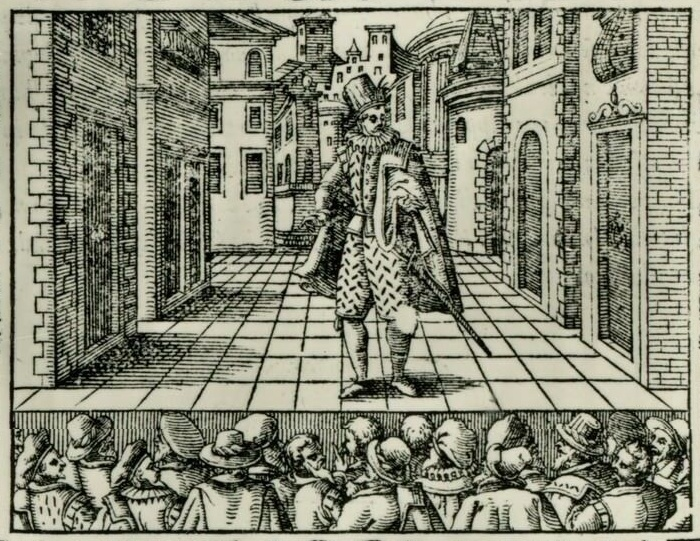
Пролог из мадригальной комедии О. Векки "Амфипарнас". Оригинальная гравюра из либретто комедии (1597)

Мадригальная комедия представляет собой собрание мадригалов и пьес других жанров (вилланеллы, баллетто, канцонетты), объединяемых единой тематической канвой («сюжетом»), обычно на стихи лирико-юмористического содержания. Как и мадригал, мадригальная комедия исполняется вокальным ансамблем без сопровождения, либо в сопровождении цифрованного баса и простейших ударных инструментов. Первым образцом мадригальной комедии считается «Il cicalamento delle donne al bucato» («Женские сплетни в прачечной», 1567), написанная Алессандро Стриджо. Наиболее значительные образцы мадригальных комедий представлены в творчестве композиторов Орацио Векки и Адриано Банкьери. Мадригальная комедия рассматривается исследователями как творческая лаборатория, в которой формировались драматургия и стилистика ранней оперы. В отличие от оперы, мадригальная комедия не предполагает сценографии, танца и развитого инструментального сопровождения, зато иногда содержит партию (не поющего) рассказчика. 
Векки — автор мадригальных комедий «Амфипарнас» («L'Amfiparnaso», 1597) и «Сиенские вечеринки» («Le veglie di Siena», 1604). Перу Банкьери принадлежат мадригальные комедии «Лодка из Венеции в Падую» («Barca di Venetia per Padova», 1605; 2-я ред. с basso continuo, 1623), «Праздник широкой масленицы» («Festino nella sera del Giovedì Grasso avanti Cena», 1608), «Старческое сумасбродство» («La pazzia senile», 1598; 2-я ред., 1599) и др.